# Pałac w Mikulczycach
Pałac w Mikulczycach – zabytkowy pałac z XVIII w. w Zabrzu, wpisany do rejestru zabytków nieruchomych województwa śląskiego . Najstarszy zachowany budynek w mieście.

## Historia i opis
Początki obiektu sięgają prawdopodobnie XVI w., a na belce stropowej znaleziono datę 1661.
Piętrowy pałac wybudowany na planie prostokąta, kryty czterospadowym dachem mansardowym z lukarnami. Od frontu piętrowy ryzalit, szeroki na trzy okna, zwieńczony trójkątnym frontonem.  Obiekt jest częścią zespołu pałacowego, w skład którego wchodzą jeszcze: park i kuźnia .